# دومينغاس كورديرو
دومينغاس كورديرو مواليد 1 مايو 1976، هي لاعبة كرة يد أنغولية. مثلت منتخب أنغولا لكرة اليد للسيدات. شاركت في دورة الألعاب الأولمبية الصيفية سنة 1996.

## سجل المنافسة
شاركت في البطولات التالية:
- الألعاب الأولمبية الصيفية 2000
- الألعاب الأولمبية الصيفية 1996

## روابط خارجية
- دومينغاس كورديرو على موقع اللجنة الأولمبية الدولية (الإنجليزية)
- دومينغاس كورديرو على موقع أوليمبيديا (الإنجليزية)